# هاگ، لینکلن‌شر
هاگ (به انگلیسی: Haugh) یک روستا و محله مدنی در بریتانیا است که در لیندسی شرقی واقع شده‌است.